# Margareta Hudig-Frey
Emma Josefine Margaretha Hudig-Frey (Zürich, 24 januari 1894 – ca. 1981) was een Zwitsers-Nederlandse kunsthistoricus, dichter en schrijver van enige historische studies. 
Hudig-Frey werd in 1894 geboren als dochter van Emil Frey en Josephine Frey. Ze promoveerde 25 jaar later, in 1919, aan de Universiteit van Berlijn op een proefschrift over de oudste illustraties in het werk van Hendrik van Veldeke, een eerste volkstalige schrijver van de Lage Landen uit de 12e eeuw. Deze waren in de eerste helft der dertiende eeuw in Zuid-Duitsland vervaardigd, en waren in een Berlijnse miniatuurhandschrift overgeleverd.
In 1920 trouwde ze met Ferrand Whaley Hudig (1883-1937), buitengewoon hoogleraar in de kunstgeschiedenis. Ze werkte verder als zijn assistent tot zijn dood in 1937. Nadien publiceerde ze verschillende historische studies, onder andere over Alessandro Manzoni, Julie Mijnssen, en Elena Bonzanigo (1897-1971), en enkele dichtbundels. Het laatste werk Abschied Gedichte werd in 1981 uitgegeven.

## Publicaties, een selectie
- Die älteste Illustration der Eneide des Heinrich von Veldeke, Straatsburg : Heitz, 1921.
- Ein Spiel von der Seele. Heitz, 1937.
- Die Botschaft von Inayat Khan, met Louis Hoyack, Komm. Bollmann AG., 1948.
- Lieder und Gesichte, Francke, 1949.
- Manzoni: Dichter, Denker, Patriot, Bern: Francke, 1958.
- Wandel und Wende: Gedichte, 1965.
- Locarno: Kleiner Kunst-und Reiseführer, Ed. Casagrande, 1972.
- Elena Bonzanigo nel ricordo di Margherita Hudig-Frey, 1975.
- Abschied Gedichte, 1981.

Artikelen, een selectie
- Hudig-Frey, M. "Overzicht der Litteratuur betreffende Nederlandsche Kunst." Oud Holland–Journal for Art of the Low Countries 52.1 (1935): 208-208.
- Hudig-Frey, M. "Het werk van Julie Mendlik-Mijnssen" in Elsevier 2, 1937.

- Gemeinsame Normdatei: 1145905900
- International Standard Name Identifier: 0000 0001 0845 1138
- Nationale Bibliotheek van Israël: 987007598923205171
- Virtual International Authority File: 3379151247989144270001